# Hendrik Scherpenhuijzen
Hendrik Dorotheus Scherpenhuijzen (* 3. April 1882 in Rotterdam; † 28. Juni 1971 in Amersfoort) war ein niederländischer Säbelfechter.

## Erfolge
Hendrik Scherpenhuijzen nahm an den Olympischen Spielen 1924 in Paris teil. In der Einzelkonkurrenz trat er nicht an, während er mit der niederländischen Equipe die Finalrunde erreichte. Diese wurde hinter Italien und Ungarn auf dem Bronzerang abgeschlossen, sodass er gemeinsam mit Jetze Doorman, Maarten van Dulm, Arie de Jong, Jan van der Wiel und Henri Wijnoldy-Daniëls die Bronzemedaille gewann.